# Wolha Kudraszowa
Wolha Siarhiejeuna Kudraszowa (biał.: Вольга Сяргееўна Кудрашова; ros.: Ольга Сергеевна Кудряшова, Olga Siergiejewna Kudriaszowa; ur. 25 listopada 1978) – białoruska biathlonistka.

## Osiągnięcia

### Mistrzostwa świata
| 2007 Anterselva (Włochy) | 11. miejsce (15 km), 20. miejsce (7,5 km), 12. miejsce (10 km), 5. miejsce (4 × 7,5 km)                       |
| 2008 Östersund (Szwecja) | 9. miejsce (15 km), 29. miejsce (7,5 km), 32. miejsce (10 km), 27. miejsce (12,5 km), 5. miejsce (4 × 7,5 km) |

### Puchar Świata
| Sezon     | Miejsce |
| --------- | ------- |
| 2006/2007 | 28.     |
| 2007/2008 | 50.     |
| 2008/2009 | 33.     |
| 2009/2010 | 54.     |